# Люблиця
Люблиця (пол. Lublica) — село в Польщі, у гміні Колачиці Ясельського повіту Підкарпатського воєводства.
Населення — 603 особи (2011).
У 1975-1998 роках село належало до Кросненського воєводства.

## Демографія
Демографічна структура станом на 31 березня 2011 року:
|          | Загалом | Допрацездатний вік | Працездатний вік | Постпрацездатний вік |
| -------- | ------- | ------------------ | ---------------- | -------------------- |
| Чоловіки | 297     | 67                 | 199              | 31                   |
| Жінки    | 306     | 57                 | 180              | 69                   |
| Разом    | 603     | 124                | 379              | 100                  |